# 入山杏奈
入山杏奈（日语：／ Iriyama Anna */?，1995年12月3日—）是日本女藝人、YouTuber，為女子偶像團體AKB48 Team A前成員，千葉縣千葉市出身，所屬經紀公司為太田製作。2010年以AKB48十期生身分出道。2022年3月17日自AKB48畢業後，在日本和墨西哥兩地展開演藝活動。

## 經歷
2010年3月31日，通過AKB48第七回研究生徵選，成為10期研究生。6月12日，三個月的訓練課程後，通過徵選審查（セレクション審査）。6月22日，出演研究生「劇場的女神」（シアターの女神），於劇場公演出道。
2011年7月23日，於「AKB48 好嘞～出發嘍～！in 西武巨蛋」的第2日公演中，獲升格為Team 4的正規成員。12月17日，與加藤玲奈和前田亞美參加在香港西九龍中心舉行的握手会活動。
2012年3月25日，在AKB48演唱會「業務連絡。拜託了，片山部長！ in埼玉超級競技場」的第3日公演中，獲宣布經紀公司移籍到太田製作，並於5月正式移籍。3月27日，在華盛頓舉辦的櫻祭中，於《無限重播》一曲中擔任前田敦子的位置。5月2至14日，入山於「AKB48神TV」的企劃攝影写真作品在第86回國展写真部入選，同入選的竹內美宥在国立新美術館展示作品。5月23日發行的AKB48第26張單曲《仲夏的Sounds good!》中，初次成為選拔成員。8月24日田|，於東京巨蛋舉行的AKB48演唱會「AKB48 in TOKYO DOME ～1830m的夢想～」演唱會第一天的安可時間，宣佈第二次組閣（成員分隊洗牌）和Team 4解散，並移籍至新隊伍篠田Team A。11月1日，新Team A活動正式開始。11月2日，於Team A 「Waiting」公演首次登場。
2013年6月8日，於「AKB48第32張單曲選拔總選舉」中，獲得22,869票，得到第30名，為「Under Girls」，同時是首度入選。
2014年2月24日，於DiverCity東京舉辦的「AKB48集團大組閣祭」中，宣布留任Team A。3月，從高中畢業後，選擇專注於演藝活動，沒有升讀大學。5月25日，於岩手縣瀧澤市岩手產業文化中心舉辦的全國握手會中，發生AKB48握手會傷人事件，入山與川榮李奈遭遇歹徒以鋸齒狀利刃攻擊，造成了川榮右手拇指骨折與撕裂傷，手臂也被刺傷，而入山則是右手小指骨折與撕裂傷、頭部也有受傷，此外場內也有一名工作人員負傷，犯人當場被逮捕，是AKB48舉辦握手會以來所遭遇最大的安全事故，而川榮與入山經過治療後已於26日出院。6月7日，於AKB48第37張單曲選拔總選舉中獲得25,760票，得到第20名，為「Under Girls」，開票儀式當天因在醫院治療無法親自出席，而以打電話連線參與。6月30日，事件發生後首度公開亮相，擔任AKB48劇場的公演開始前的MC。7月5日上映的電影《青鬼》，為入山首度主演電影。9月1日至5日播出的電視劇《請讓我結婚！！第三集「愛和番茄」》（NOTTV），為入山首度主演電視劇。9月17日，於「AKB48 Group 猜拳大會2014」中宣布入選為AKB48第38張單曲《希望無限》的選拔成員。11月12日發行的Peach John的目錄「PEACH JOHN 2014 Winter vol.91」中，首次擔任內衣模特兒。
2015年2月13日，在Team A「恋愛禁止条例」公演中舉辦的入山的生誕祭，約9個月回歸劇場公演。3月26日，於個人Twitter上宣布自己不參與AKB48第40張單曲《我們不戰鬥》，同時也不參加AKB48第41張單曲選拔總選舉。
2016年6月18日，於「AKB48第45張單曲選拔總選舉」中，獲得36,894票，得到第18名，為「Under Girls」。
2017年3月22日，發行個人第一本寫真集《美麗之罪》（美しい罪）。12月22日，成為美容雜誌《VOCE》的常規模特兒，並於該雜誌當日發行的2018年2月中登場。
2018年3月10日舉行的「AKB48家族 Center試驗」（AKB48グループ センター試験）中，宣布將於4月前往墨西哥留學1年，並作為日本演員出演墨西哥當地的電視劇《LIKE》。4月1日，於埼玉超級競技場舉行的「AKB48單獨演唱會〜Ja-Ba- Ja是什麼〜」，為入山出國留學的最後演唱會，並於夜公演中舉行壯行會。
2019年4月12日，開設個人YouTube頻道。
2020年3月，因嚴重特殊傳染性肺炎全球各地疫情而回到日本。
2021年12月，與服飾品牌「Mythik」合作的原創產品開始販售。
2022年1月4日，於個人YouTube頻道的直播節目中宣布畢業。2月6日，原定於東京花園劇場舉辦的《AKB48新春演唱會2022「比你想像的更厲害」（AKB48新春コンサート2022「きみが思うより、きみはすごい」）中和加藤玲奈共同舉行畢業典禮，後因疫情擴大的影響而取消。3月16日，於AKB48劇場舉行畢業公演。3月17日，正式從AKB48畢業。4月3日，於PIA Arena MM舉行的AKB48演唱會「AKB48 LIVE SHOW ～AKBINGO! THE FINAL 再見毛利桑〜」（AKB48 LIVE SHOW ～AKBINGO! THE FINAL サヨナラ毛利さん～）中補辦畢業典禮，正式結束在AKB48的所有活動。畢業後，再次以墨西哥為據點，以演員的身分展開演藝活動。6月，與服飾品牌「KANGOL REWARD」合作的原創產品開始販售。6月1日，開設官方粉絲俱樂部。12月，她在迎來27歲生日後不久返回日本。

## 人物
- 自我介紹是「來自草莓國的大家好，你的心我全部都要用愛來注入，永遠的15歲，國中三年級的入山杏奈！」（イチゴの国からこんにちは あなたのハートをラブズッキュン 永远の15歳 中学3年生の入山杏奈です。）[69]。
- 與AKB48最親近的成員是阿部瑪利亞和小林茉里奈[69]。
- 特技是演奏長笛[69]。
- 喜歡的食物是「母親做的可樂餅、草莓」[69]。
- 喜歡動畫和漫画[69]，是「K-ON!」的粉絲，聽的音樂是「K-ON!」和AKB48的歌曲[70]。
- 愛好是音樂[69]。
- 與前AKB48成員板野友美感情很好。

## 交友關係
- 憧憬的前輩是高橋南[71]。
- 平嶋夏海推的研究生[72]。

## 參與歌曲
- 標註有「★」符號者表示該首歌曲有拍攝MV。

### 單曲CD
AKB48名義
|      | 發行日期       | 單曲名稱           | 參與歌曲名稱       | 名義                    | 收錄於        | MV | 備註               |
| ---- | -------------- | ------------------ | ------------------ | ----------------------- | ------------- | -- | ------------------ |
| 19th | 2010年12月8日  | 機會的順序         | 水果‧雪            | Team 研究生             | 劇場盤        |    |                    |
| 20th | 2011年2月16日  | 變成櫻花樹         | 黃金中央人物       | Team 研究生             | 劇場盤        |    |                    |
| 21st | 2011年5月25日  | Everyday、髮箍     | Anti               | Team 研究生             | 劇場盤        |    |                    |
| 23rd | 2011年10月26日 | 風正在吹           | 你的背影           | Under Girls             | 全版本        | ★  |                    |
| 23rd | 2011年10月26日 | 風正在吹           | 蓓蕾               | Team 4+研究生           | 劇場盤        |    |                    |
| 24th | 2011年12月7日  | 崇尚麻里子         | 跑吧！企鵝         | Team 4                  | 劇場盤        | ★  |                    |
| 25th | 2012年2月15日  | GIVE ME FIVE!      | NEW SHIP           | Special Girls A         | Type-A        | ★  |                    |
| 26th | 2012年5月23日  | 仲夏的Sounds good! | 仲夏的Sounds good! |                         | 全版本        | ★  | A面曲 首次進入選拔 |
| 27th | 2012年8月29日  | 格子花紋           | 那一天的风铃       | Waiting Girls           | 劇場盤        |    |                    |
| 28th | 2012年10月31日 | UZA                | 下一个Season       | Under Girls             | 全版本        | ★  |                    |
| 28th | 2012年10月31日 | UZA                | 孤独的星空         | Team A                  | Type-A        | ★  |                    |
| 29th | 2012年12月5日  | 永遠的壓力         | 比永远更长久       | OKL48                   | Type-D        | ★  | Center             |
| 29th | 2012年12月5日  | 永遠的壓力         | 我们的Reason       |                         | 劇場盤        |    |                    |
| 30th | 2013年2月20日  | So long!           | Waiting room       | Under Girls             | 全版本        | ★  |                    |
| 30th | 2013年2月20日  | So long!           | Ruby               | Team A                  | Type-A        | ★  |                    |
| 31st | 2013年5月22日  | 再見自由式         | 再見自由式         |                         | 全版本        | ★  | A面曲              |
| 31st | 2013年5月22日  | 再見自由式         | 活下去             | Team A                  | Type-A        | ★  |                    |
| 32nd | 2013年8月21日  | 戀愛的幸運餅乾     | 想了一下爱的定义   | Under Girls             | 除Type-B      | ★  |                    |
| 33rd | 2013年10月30日 | 真心電流           | 真心電流           |                         | 全版本        | ★  | A面曲              |
| 33rd | 2013年10月30日 | 真心電流           | 倒数KISS           | Team A                  | Type-A        | ★  |                    |
| 34th | 2013年12月11日 | 倘若在梧桐樹什麼的 | Mosh&Dive          |                         | 全版本        | ★  |                    |
| 34th | 2013年12月11日 | 倘若在梧桐樹什麼的 | Party is over      |                         | Type-A        | ★  |                    |
| 35th | 2014年2月26日  | 勇往直前           | 比起昨天更喜欢你   | Smiling Lions           | 全版本        | ★  |                    |
| 36th | 2014年5月21日  | 拉布拉多獵犬       | 拉布拉多獵犬       |                         | 全版本        | ★  | A面曲              |
| 36th | 2014年5月21日  | 拉布拉多獵犬       | 你如此任性         | Team A                  | Type-A        | ★  |                    |
| 37th | 2014年8月27日  | 心意告示牌         | 某人投的球         | Under Girls             | 除Type-D      | ★  |                    |
| 38th | 2014年11月26日 | 希望無限           | 希望無限           |                         | 全版本        | ★  | A面曲              |
| 38th | 2014年11月26日 | 希望無限           | 順從的Slave        | Team A                  | Type-A        | ★  |                    |
| 39th | 2015年3月4日   | Green Flash        | Green Flash        |                         | 全版本        | ★  | A面曲              |
| 39th | 2015年3月4日   | Green Flash        | 來真的嗎Fight      |                         | Type-A        | ★  |                    |
| 39th | 2015年3月4日   | Green Flash        | 春光 靠近的夏日    | AKB48                   | Type-A        | ★  |                    |
| 40th | 2015年5月20日  | 我們不戰鬥         | 你的第二章         |                         | Type-D        | ★  |                    |
| 41st | 2015年8月26日  | Halloween Night    | 混混機關槍         |                         | Type-D        | ★  |                    |
| 42nd | 2015年12月9日  | 紅唇Be My Baby     | 紅唇Be My Baby     |                         | 全版本        | ★  | A面曲              |
| 42nd | 2015年12月9日  | 紅唇Be My Baby     | 365天的紙飛機      |                         | 全版本        | ★  |                    |
| 42nd | 2015年12月9日  | 紅唇Be My Baby     | 溫柔的place        | Team A                  | Type-A        | ★  |                    |
| 42nd | 2015年12月9日  | 紅唇Be My Baby     | 班花的选择         | 玲奈七选拔              | Type-B        | ★  |                    |
| 42nd | 2015年12月9日  | 紅唇Be My Baby     | 鼓勵的話           |                         | Type-D        | ★  |                    |
| 43nd | 2016年3月9日   | 你就是旋律         | 你就是旋律         |                         | 全版本        | ★  | A面曲              |
| 43nd | 2016年3月9日   | 你就是旋律         | LALALA讯息         | AKB48次世代选拔         | 全版本        | ★  |                    |
| 43nd | 2016年3月9日   | 你就是旋律         | 混和體             | 乃木坂AKB               | Type-E        | ★  |                    |
| 43nd | 2016年3月9日   | 你就是旋律         | 獻給M.T.           | Team A                  | 劇場盤        |    |                    |
| 44th | 2016年6月1日   | 不需要翅膀         | 不需要翅膀         |                         | 全版本        | ★  | A面曲              |
| 44th | 2016年6月1日   | 不需要翅膀         | Set me free        | Team A                  | Type-A Type-B | ★  |                    |
| 45th | 2016年8月31日  | LOVE TRIP/分享幸福 | 光与影的每一天     |                         | 全版本        | ★  |                    |
| 45th | 2016年8月31日  | LOVE TRIP/分享幸福 | 传说的鱼           | Under Girls             | Type-A        | ★  |                    |
| 45th | 2016年8月31日  | LOVE TRIP/分享幸福 | BLACK FLOWER       |                         | 剧场盘        |    | 角色名为野尻葵     |
| 46th | 2016年11月16日 | High Tension       | High Tension       |                         | 全版本        | ★  | A面曲              |
| 47th | 2017年3月15日  | Shoot Sign         | Shoot Sign         |                         | 全版本        | ★  | A面曲              |
| 48th | 2017年5月31日  | 空有愿望           | 空有愿望           |                         | 全版本        | ★  | A面曲              |
| 48th | 2017年5月31日  | 空有愿望           | 当时的五百圆硬币   |                         | Type-C        | ★  |                    |
| 50th | 2017年11月22日 | 11月的腳鏈         | 11月的腳鏈         |                         | 全版本        | ★  | A面曲              |
| 51st | 2018年3月14日  | Ja-Ba-Ja           | Ja-Ba-Ja           |                         | 全版本        | ★  | A面曲              |
| 52nd | 2018年5月30日  | Teacher Teacher    | 你是我的風         | AKB48家族Center試驗選拔 | 全版本        | ★  |                    |
| 52nd | 2018年5月30日  | Teacher Teacher    | 浪漫準備中         | Team A                  | Type-A        | ★  |                    |
| 58th | 2021年9月29日  | 一切都成Rumor      | Black jaguar       | First Generation        | 劇場盤        |    |                    |

### 專輯CD
AKB48名義
|     | 發行日期       | 專輯名稱                     | 參與歌曲名稱                 | 名義                    | 收錄於           | 備註   |
| --- | -------------- | ---------------------------- | ---------------------------- | ----------------------- | ---------------- | ------ |
| 3rd | 2011年6月8日   | 就是在這裡                   | High school days             | Team 研究生             | 全版本           |        |
| 3rd | 2011年6月8日   | 就是在這裡                   | 就是在這裡                   | AKB48+SKE48+SDN48+NMB48 | 全版本           |        |
| 4th | 2012年8月15日  | 1830m                        | 直角Sunshine                 | Team 4                  | 全版本           |        |
| 4th | 2012年8月15日  | 1830m                        | 在曾經看見的海底             | Up-and-coming girls     | 全版本           |        |
| 4th | 2012年8月15日  | 1830m                        | 溫柔的地圖                   |                         | 通常盤           |        |
| 4th | 2012年8月15日  | 1830m                        | 藍天 不會寂寞嗎？            | AKB48+SKE48+NMB48+HKT48 | 全版本           |        |
| 5th | 2014年1月22日  | 未來軌跡                     | 足以确信的东西               | Team A                  | Type-A           |        |
| 5th | 2014年1月22日  | 未來軌跡                     | 我會努力                     |                         | Type-A           |        |
| 5th | 2014年1月22日  | 未來軌跡                     | 我 像一片叶子                |                         | Type-B           |        |
| 6th | 2015年1月21日  | 這裡是羅德斯島、在這裡跳吧！ | 愛的存在                     |                         | 全版本           |        |
| 6th | 2015年1月21日  | 這裡是羅德斯島、在這裡跳吧！ | Oh! Baby!                    | Team A                  | Type-A           |        |
| 6th | 2015年1月21日  | 這裡是羅德斯島、在這裡跳吧！ | 這裡是羅德斯島、在這裡跳吧！ |                         | Type-A           | Center |
| 7th | 2015年11月18日 | 0與1之間                     | Clap                         | Team A                  | MILLION SINGLES  |        |
| 7th | 2015年11月18日 | 0與1之間                     | 玫瑰念珠                     |                         | COMPLETE SINGLES |        |
| 8th | 2017年1月25日  | 點時成菁                     | 那天的自己                   |                         | 全版本           |        |
| 8th | 2017年1月25日  | 點時成菁                     | 生日TANGO                    |                         | Type-A           |        |
| 9th | 2018年1月24日  | 那個黎明，我們都知道         | 鞋帶的綁法                   |                         | 全版本           |        |
| 9th | 2018年1月24日  | 那個黎明，我們都知道         | Kiss Campaign                |                         | Type-B           |        |

### 劇場公演小組曲
| 公演名稱                                       | 參與歌曲名稱   | 備註               |
| ---------------------------------------------- | -------------- | ------------------ |
| 研究生時期                                     |                |                    |
| 研究生「劇場的女神」公演                       | 你好 我的初戀  |                    |
| 研究生「劇場的女神」公演                       | 男更衣室       |                    |
| Team B 5th Stage「劇場的女神」公演             | 愛情的捉迷藏   | 「前座Girl」演唱曲 |
| Team B 5th Stage「劇場的女神」公演             | 男更衣室       | 石田晴香的代演     |
| Team B 5th Stage「劇場的女神」公演             | 你好 我的初戀  | 佐藤堇的代演       |
| Team K 6th Stage「RESET」公演                  | 檸檬的年紀     | 「前座Girl」演唱曲 |
| Team K 6th Stage「RESET」公演                  | 為了明天而接吻 | 田名部生来的代演   |
| Team A 6th Stage「目擊者」公演                 | 迷你裙精靈     | 「前座Girl」演唱曲 |
| Team A 6th Stage「目擊者」公演                 | ☆之彼方        | 岩佐美咲的代演     |
| 大場Team 4時期                                 |                |                    |
| Team 4 1st Stage 「我的太陽」公演              | 不要叫我偶像   | 伴舞               |
| Team 4 1st Stage 「我的太陽」公演              | 向日葵         |                    |
| 篠田・橫山Team A時期                           |                |                    |
| 篠田Team A 「Waiting」公演                     | 裙襬飄飄       |                    |
| 篠田Team A 「Waiting」公演                     | 黑色天使       | 篠田麻里子的代演   |
| 篠田Team A 「Waiting」公演                     | 玻璃般的我愛你 |                    |
| 橫山Team A 「Waiting」公演                     | 如能被你緊擁   |                    |
| 高橋Team A時期                                 |                |                    |
| AKB48 Team A 5th Stage「戀愛禁止條例」復活公演 | 盛夏的聖誕玫瑰 | Center             |
| 橫山Team A時期                                 |                |                    |
| Team A 7th Stage「獻給M.T.」                   | She's gone     | Center             |

## 出演

### 電視劇
- 馬路須加學園2（2011年4月15日－7月1日，東京電視台）：飾演 杏奈（アンナ）
- 馬路須加學園3 第4集至最終集（2012年8月10日－10月5日，東京電視台）：飾演 杏仁（アンニン）
- So long ! 第1集（2013年2月11日，日本電視台）：飾演 宮内夕希
- 請讓我結婚！！第三集「愛和番茄」（結婚させてください！！ エピソード3「愛とトマト」）（2014年5月26日－5月30日，NOTTV）[75]
- 黑服物語（日语：黒服物語）（2014年10月24日－12月12日，朝日電視台）：飾演 聖子[76]
- 馬路須加學園4（2015年1月20日－3月31日，日本電視台）：飾演 瑜珈（Yoga）
- 64（2015年4月18日－5月16日，NHK綜合台）：飾演 三上步（三上あゆみ）[77]
- 馬路須加學園5（2015年8月25日－10月27日，日本電視台、Hulu）：飾演 瑜珈（Yoga）[78]
- 來自劇場靈的邀請函 第3集「偶像」（2015年10月24日，TBS電視台）：飾演 新堀可奈（單篇主演）[79][80]
- AKB恐怖夜 腎上腺素之夜 第11集「FAX」（2015年11月12日，朝日電視台）：飾演 智美（單篇主演）[81][82]
- 警報 刑警×女友×完全惡女（2015年11月3日－12月15日，富士電視台）：飾演 里奈[83]
- AKBLove夜 戀愛工廠 第3集「雨聲中的戀曲」（2016年4月28日，朝日電視台）：飾演 高嶺（單篇主演）[84]
- CROW'S BLOOD（2016年7月23日－8月27日，Hulu）：飾演 野尻葵[85]
- 陪酒須加學園（2016年12月25日－2017年1月15日，日本電視台）：飾演 海豚/瑜珈[86]
- 女王偵訊室 第5集（2017年5月18日，朝日電視台）：飾演 福永繪梨[87][88][89]
- 定年女子 第1集（2017年7月9日，NHK BS Premium）：飾演 接待小姐
- 花與野獸（2017年10月30日－2018年1月1日，dTV（日语：dTV (NTTドコモ)）、FOD／2018年4月24日－6月26日，富士電視台）：飾演 大神琹那（大神カンナ）[90]
  - 花與野獸〜Second Season〜（2019年3月23日－4月20日，dTV、FOD／8月27日－9月24日，富士電視台）飾演 大神琹那（大神カンナ）[91][92]
- Like（英语：Like (TV series)）（2018年9月10日－2019年1月20日，明星頻道）：飾演 小林惠子[93][94][95][96]
- 未爆彈（2018年6月10日－7月15日，WOWOW）：飾演 古賀睦美[97]
- 讚啦！光源氏（2020年4月4日－5月23日，NHK綜合頻道）：飾演 藤原詩織[98][99]
  - 讚啦！光源氏2（2021年6月7日－6月28日，NHK綜合頻道）[100]
- 潛入兄妹 特殊詐欺特命搜查官（2024年10月5日－12月14日，日本電視台）：飾演 高津美波[101]
- 雙面婚姻：我老公有兩個老婆（2025年5月8日－，讀賣電視台）：飾演 森宮理香子（主演）[102]
- 佔領放送局（2025年7月12日－，日本電視台）：飾演 化貓 / 高津美波[103]

### 電影
- 青鬼（2014年7月5日、noprops）：飾演 杏奈（主演）[104]
- AKB shortshorts project 9扇窗戶「先行抵达的客人」（2016年2月6日，Canter）：飾演 北岡奈奈（主演）[105]
- 我的失蹤爸爸（2018年10月26日，S・D・P）：飾演 松岡麻衣子[106][107]

### 舞台劇
- TAKUMA FESTIVAL JAPA 第4彈「歌姬」（2016年9月15日－19日，梅田藝術劇場 戲劇城／9月21日－25日，Winc Aichi／9月30日、10月1日，道新大廳／10月5日－16日、日光劇場／10月22日、23日，運河城劇場／10月29日，電力大廳／11月3日，新潟市民藝術文化會館）：飾演 岸田鈴（女主角）[108][109]
- 魔女之夜（2021年2月8日－13日，澀谷CAST Space）：飾演 真島友紀[110]
- タクフェス第9弾「天国」（2021年10月22日－24日，名古屋市公會堂／10月29日、30日，道新大廳／11月6日，Ryutopia劇場／11月20日，電力大廳／11月24日－28日，梅田藝術劇場 戲劇城／12月1日－11日，日光劇場）：飾演 本郷さゆり[111][112]
- 神津恭介シリーズより《咒縛之屋》（2023年8月26日－9月3日，日光劇場／9月16日、17日，運河城劇場／9月21日－24日，Sankei Hall Breeze）：飾演 卜部土岐子[113]
- タクフェス 第11彈「晩餐」（2023年10月7日，飯能市市民会館 大廳／10月15日、電力大廳／11月16日－19日，梅田藝術劇場 戲劇城／11月24日－25日，道新大廳／12月1日－3日，名古屋市公會堂／12月8日－17日，日光劇場）：飾演 山科舞子（與高柳明音雙主演）[114][115]
- 推理沉浸劇場《殺意的代價》（2025年3月16日，品川王子大飯店 Club eX）[116]

### 廣播
- Listen? 2-3（2015年12月、2016年12月，文化放送）- 月替主持人
- AKB48 入山杏奈 ひとりぼっちの生放送（2017年3月27日，日本放送）[117]
- 每天學西班牙語 入門篇中單元「迷你對話」（2022年4月－，NHK廣播第2頻率）-  每月最後一週播出[118]

### 網絡節目
- 木﨑ゆりあと入山杏奈のやり過ぎ!サマーSPECIAL!（2016年7月15日，SHOWROOM）[119]

### 廣播
- Listen? 2-3（2015年12月、2016年12月，文化放送）- 月替主持人
- AKB48 入山杏奈 ひとりぼっちの生放送（2017年3月27日，日本放送）[120]

### 電視廣告
- 朝日飲料咖啡飲料WONDA（日语：WONDA）[121]（2012年3月）
- 日本HP超極致筆電產品廣告「HP超薄Ultra」（HP デカ薄ウルトラ）篇（2012年7月14日 - ） - 與大場美奈、島崎遙香、永尾瑪利亞（永尾まりや）、渡辺麻友及松井珠理奈共同演出
- 日本紅十字社（2012年10月）- 與柏木由紀、加藤玲奈、木崎由里亞（木崎ゆりあ）、兒玉遥、篠田麻里子、島崎遥香、城惠理子、高橋南（高橋みなみ）與横山由依共同演出

### 平面代言
- 日本信用卡協會觀念推廣活動「信用卡宣導活動」（2014年4月1日－6月30日[122]、2015年4月1日 －6月30日[123]）- 形象代言人
- 伊藤忠商事・ANAIS COMPANY「UNEEDNOW NEW COLLECTION」（2017年5月16日－）- 模特兒[124]

### 活動
- 關西COLLECTION
  - 2017 SPRING＆SUMMER（2017年3月19日，京瓷瓶大阪）[125]
  - 2017 AUTUMN＆WINTER（2017年8月30日，京瓷巨蛋大阪）[126]
- SGC SUPER LIVE IN JAPAN 2017（2017年6月27日，橫濱體育館）- 特別來賓[127]

## 書籍

### 寫真集
- 美麗之罪（美しい罪；2017年3月22日、幻冬舎）[128][129]

### 雜誌連載
- VOCE（2017年12月22日－，講談社）- 常規模特兒[43]

### 網絡連載
- POPEYE Web（2021年7月13日－8月3日，MAGAZINE HOUSE）- 1個月限定的每周專欄連載[130]

### 日曆
- 入山杏奈 2012年日曆（2011年11月19日，ハゴロモ）
- 入山杏奈 2013年桌曆（2012年12月7日，ハゴロモ）
- 入山杏奈 2014年掛曆（2013年12月6日，ハゴロモ）
- 入山杏奈 2014年桌曆（2013年12月6日，ハゴロモ）
- 入山杏奈 2015年掛曆（2014年12月13日，ハゴロモ）
- 附透明資料夾 入山杏奈 2015年桌曆（2014年12月13日，ハゴロモ）

## 外部連結
- 入山杏奈官方網站（日語）
- 太田製作個人介紹頁 （页面存档备份，存于）（日語）
- AKB48個人介紹頁（日語）
- 入山杏奈的X（前Twitter）（2014年10月23日－）（日語）
- 入山杏奈的Instagram帳戶（日語）
- 入山杏奈的Threads（页面存档备份，存于）（日語）
- 入山杏奈寫真集《美麗之罪》【公式】的X（前Twitter）（日語）
- YouTube上的Anna Iriyama頻道（日語）
- 入山杏奈在755的頁面 （页面存档备份，存于）（日語）
- 入山杏奈的Google+（日語）